# Otto Fischer (Fußballspieler)
Otto „Schloime“ Fischer (geboren 1. Jänner 1901 in Wien; gestorben 1941 bei Liepāja) war ein österreichischer Fußballspieler und -trainer, der Mitte der 1920er Jahre im Nationalteam spielte.

## Vereinskarriere
Schloime Fischer wuchs im Wiener Stadtteil Favoriten auf. Er begann seine Karriere beim ASV Hertha Wien, wo er auch seine ersten Einsätze in der höchsten Spielklasse hatte. Im Jahr 1921 folgte er wie viele Wiener Fußballer zu dieser Zeit einem Angebot aus Deutschböhmen und spielte zwei Jahre lang für den Karlsbader FK. Danach kehrte er nach Wien zurück und schloss sich dem First Vienna FC an, wo sich der Flügelstürmer rasch einen Stammplatz sichern konnte. Auf der linken Sturmseite spielte er zunächst mit Otto Höss zusammen und danach mit den Ungarn Kálmán Konrád und Antal Siklóssy. In seinen drei Jahren beim Verein wurden die Döblinger zweimal Vizemeister und erreichten auch zweimal das ÖFB-Cupfinale, wo man jeweils gegen den Wiener Amateur-SV unterlag.
Nachdem der SC Hakoah Wien als Folge seiner ersten Nordamerika-Tournee seine gesamte Sturmreihe an New Yorker Vereine verloren hatte, war man gezwungen, für Ersatz zu sorgen und einer der Neuzugänge war Fischer. Er spielte eineinhalb Saisonen bei den Krieauern und nahm auch an der zweiten Nordamerika-Tournee im Frühjahr 1927 teil. Anfang 1928 wechselte er zum SC Wacker Wien, wo er zusammen mit Ignaz Tax das linke Angriffspaar bildete, ehe er zum Ausklang seiner Karriere nochmals zur Hakoah zurückkehrte, wegen einer Knieverletzung seine Karriere aber schon früh im Jahr 1930 beenden musste.

## Nationalmannschaft
Im September 1923 lief Fischer erstmals für die Nationalmannschaft auf, als man in Budapest gegen die Ungarn mit 0:2 verlor. Der Posten des linken Flügelstürmers war im Team zu dieser Zeit jedoch meist von Gustav Wieser oder Ferdinand Wesely besetzt, sodass es bis 1925 dauern sollte, bis Fischer wieder zu Einsätzen kam. Sein siebentes und letztes Spiel in der Nationaldress machte er im Oktober 1928 gegen die Schweiz im Rahmen des Nationencups.

## Trainerkarriere
Nach Ende seiner aktiven Zeit schlug Fischer die Trainerlaufbahn ein und betreute zunächst den serbischen Verein FK Mačva Šabac sowie den FC Salzburg. 1932 übernahm er das Training beim DSV Saaz, wo er zwei Jahre lang blieb und danach zurück nach Jugoslawien ging, um HŠK Concordia Zagreb zu betreuen. Ab 1936 war er in Lettland tätig, wo er Trainer von Olympia Libau und des kurländischen Unterverbandes war. Otto Fišers wurde mit dem Klub 1936, 1938 und 1939 lettischer Fußballmeister.

## Tod
Nach dem Einmarsch der deutschen Wehrmacht 1941 in Lettland wurde Fischer, der jüdischer Herkunft war, ermordet. Bei Massenerschießungen lettischer Juden durch deutsche Todeskommandos wurde Fischer in den Dünen bei Liepaja 1941 getötet. Der genaue Todeszeitpunkt ist ungeklärt und derzeit Gegenstand der historischen Forschung. Seine lettisch-jüdische Frau Anna wurde ebenfalls wenige Monate später ermordet.

## Erfolge
- 2× österreichischer Vizemeister: 1923/24, 1925/26
- 2× ÖFB-Cup-Finale: 1925, 1925/26
- 3× lettischer Meister: 1936, 1937/38, 1938/39 (als Trainer)
- 7 Spiele für die österreichische Fußballnationalmannschaft: 1923–1928